# Langschwanzsylphe
Die Langschwanzsylphe (Aglaiocercus coelestis) ist eine Vogelart aus der Familie der Kolibris (Trochilidae), die in Kolumbien und Ecuador vorkommt. Der Bestand wird von der IUCN als „nicht gefährdet“ (least concern) eingestuft.

## Merkmale

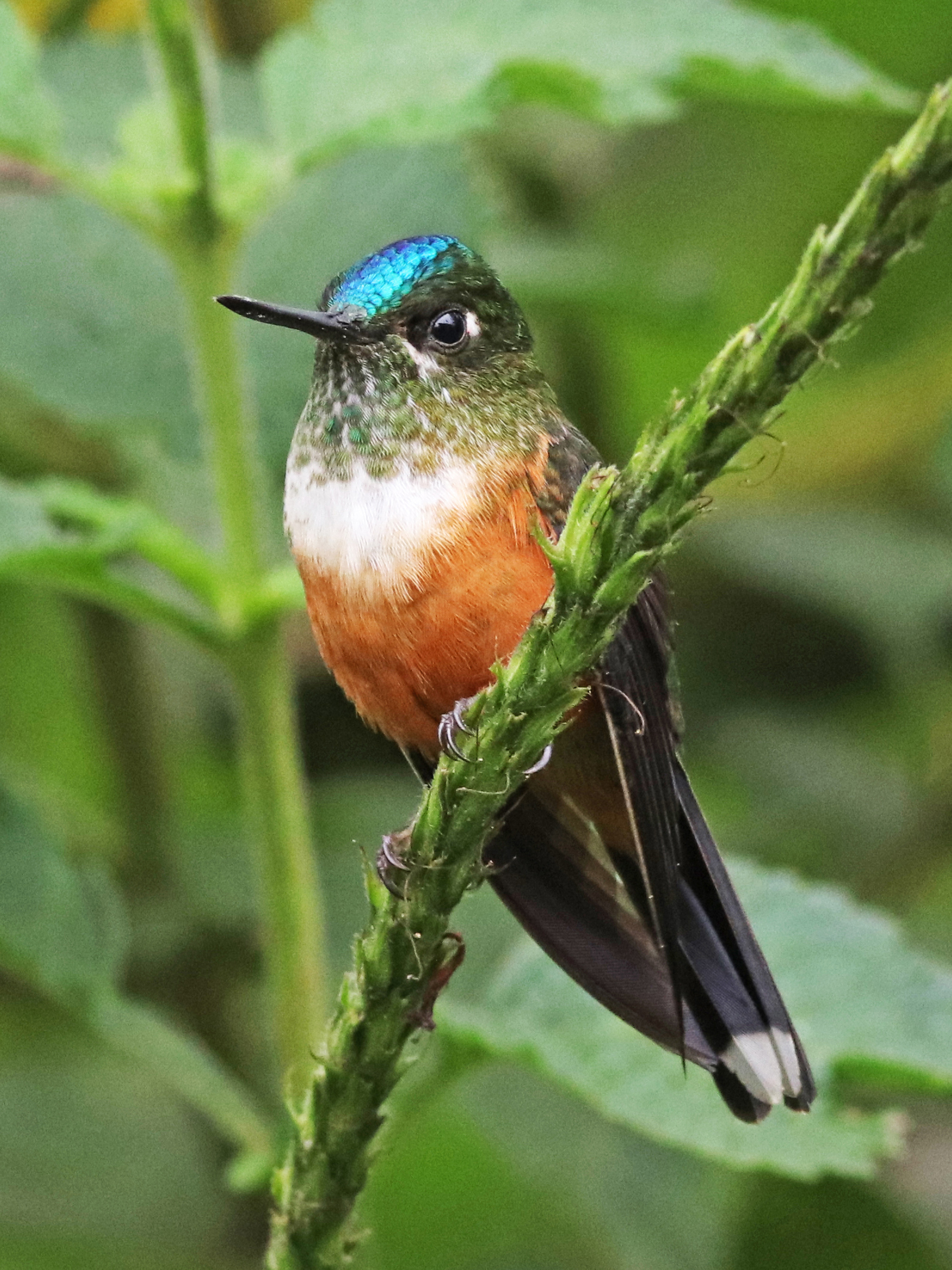
Langschwanzsylphe ♀

Die männliche Langschwanzsylphe erreicht inklusive der 10 bis 15 cm langen äußeren Schwanzfedern eine Körperlänge von etwa 18 bis 21 cm. Das Weibchen ist mit 9,5 bis 9,7 cm deutlich kleiner. Das Gewicht variiert von ca. 4,6 bis 5,5 g. Das Männchen hat einen kurzen schwarzen Schnabel. Der Oberkopf und der Rücken schimmern grün und gehen am Bürzel ins Violettblau über. Hinter dem Auge findet sich ein kleiner gelbbrauner weißer Fleck. Der Ringkragen ist violettblau, der Rest der Unterseite grün. Der längliche Schwanz ist stark gegabelt, schillert überwiegend metallisch violett mit blauen Spitzen. Das Weibchen hat einen blau glitzernden Oberkopf und einen weißlichen Fleck hinter dem Auge. Die Kehle ist weiß mit grünen Flecken. Über die Brust zieht sich ein weißes Band. Der Rest der Unterseite ist zimtfarben bis fuchsrot. Der kürzere bläulich grüne Schwanz ist nicht gegabelt, wobei die äußeren Steuerfedern weiße Spitzen haben. Jungvögel sind matt grün auf der Oberseite, gelbbraun grün auf der Unterseite. Die Kopffedern haben gelbbraune Fransen.

## Verhalten und Ernährung
Ihren Nektar bezieht die Langschwanzsylphe von blühenden Ranken, Gestrüpp und Bäumen. Hier bevorzugt sie z. B. Pflanzen der Gattungen und Familien der Bomarien, Clusia, Heidekrautgewächse, Bromeliengewächse und Inga. Oft hängt sie sich an Blumenkronen zur Nektaraufnahme. Insekten fängt sie im Flug oder sammelt diese von der Vegetation ab. Als sogenannter Trapliner fliegen sowohl Männchen als auch Weibchen regelmäßig in rascher Folge ganz bestimmte verstreute Blüten an. Gelegentlich verteidigen Männchen ihr Futterterritorium.

## Fortpflanzung
Die Brutsaison der Langschwanzsylphe ist von Oktober bis Februar. Das kugelförmige Nest hat einen seitlichen Eingang und wird aus Moos und Spinnweben in Moos- oder Epiphytenbüschel gebaut. Das Gelege besteht aus zwei weißen Eiern. Die Brutdauer beträgt 15 bis 17 Tage, die Bebrütung erfolgt durch das Weibchen. Die Küken sind hellfarben mit grauen Rückenstrichen. Mit 26 bis 30 Tagen werden die Nestlinge flügge. Männchen und Weibchen bauen gemeinsam das Nest außerhalb der Reproduktionsphase, an dem sie in der Nacht ausruhen. Das könnte der Grund sein, dass einige Ornithologen annahmen, dass sie das ganze Jahr über brüten.

## Lautäußerungen
Die Langschwanzsylphe gibt eine beständige Serie kurzer Töne in einer Frequenz von ca. 2 Tönen pro Sekunde von sich, die sich wie psit..psit...psit… anhören. Der Gesang beinhaltet auch wiederholte, kurze, piepsige einzelne und doppelte bst- oder bs-srt-Töne oder hellere höhere dröhnende bsiii-Laute. Man hört auch hochfrequentes ansteigendes und abfallendes sii..siii..sii..sii.. tr-tr-tititi-titsi. si..si-Gezwitscher von ihr. Dieses gibt sie wahrscheinlich während der Jagd ähnlich wie der Schwarzohrkolibri (Adelomyia melanogenys (Fraser, 1840)) von sich.

## Verbreitung und Lebensraum

Verbreitungsgebiet der Langschwanzsylphe

Die Langschwanzsylphe bevorzugt Wolken- und Nebelwald, Waldränder, halboffenes Gebiet mit Gestrüpp und Bäumen in Höhenlagen von 1000 bis 2000 Metern. Gelegentlich trifft man sie auch etwas tiefer, doch stammen die meisten Berichte aus Höhenlagen um 1000 Meter. Ihr Futter holt sie sich von Bodennähe bis gelegentlich in den Baumkronen entlang von Waldrändern oder an Wegen im Inneren von Wäldern.

## Migration
Die Langschwanzsylphe gilt als Standvogel bzw. als saisonaler Strichvogel je nach Blütensaison. Im La Planada Reserve im Departamento de Nariño, in der in einer Zone auch die Himmelssylphe verbreitet ist, scheint sie in der Trockensaison von Januar bis April zu dominieren, während sie dort in der Regenzeit deutlich seltener anzutreffen ist.

## Unterarten
Es sind zwei Unterarten bekannt:
- Aglaiocercus coelestis coelestis (Gould, 1861)[3] – die Nominatform ist an den zum Pazifik gerichteten Hängen der Westanden Kolumbiens und im Norden Ecuadors verbreitet.
- Aglaiocercus coelestis aethereus (Chapman, 1925)[4] kommt in den Anden im Südwesten Ecuadors vor. In der Unterart haben die Männchen einen grünen Ringkragen und die Weibchen weniger Flecken an der Kehle.[1]

Lesbia kingi pseudocoelestis Simon, 1921 gilt als Synonym für A. c. coelestis.

## Etymologie und Forschungsgeschichte
Die Erstbeschreibung der Langschwanzsylphe erfolgte 1861 durch John Gould unter dem wissenschaftlichen Namen Cynanthus coelestis. Das Typusexemplar stammte aus Ecuador. Erst 1930 führte John Todd Zimmer die neue Gattung Aglaiocercus ein. Dieser Begriff setzt sich aus den griechischen Wörtern ἀγλαΐα aglaḯa für „Glanz, Pracht, Schönheit“ und κέρκος kérkos für „Schwanz“ zusammen. Der Artname coelestis ist lateinischen Ursprungs und bedeutet „himmlisch, glorreich“ von caelum für „Himmel“. Aethereus bedeutet „in der Höhe, in der Luft, himmlisch“ von lateinisch aether, aetheris für „obere, reine Luft“ bzw. griechisch αἰθήρ, αἰθέρος aithḗr, aithéros für „Äther, Himmel“. Schließlich ist pseudocoelestis eine Erweiterung des Namens der Nominatform um ψεῦδος pseûdos für „Lüge, Täuschung“.